# Jerónimo de Mendieta
Jerónimo de Mendieta (1525-1604) fue un religioso franciscano e historiador español, autor de la Historia eclesiástica indiana, que elaboró la crónica de la evangelización del Virreinato de la Nueva España. Esta obra solo pudo publicarse en 1870, casi tres siglos después de haber sido escrita.

## Biografía
Jerónimo de Mendieta nació en Vitoria, Álava, País Vasco (España), en 1525. Con veinte años de edad, en 1545, ingresó en la orden franciscana. En 1554 se trasladó a México, entonces Virreinato de la Nueva España, donde ejerció labores de evangelización.
Volvió a la península en 1570 y regresó a América tres años más tarde, para no pisar más Europa. Desde su vuelta a México hasta 1597 escribió la obra que lo ha hecho famoso, la Historia eclesiástica indiana, que es una crónica de la evangelización en la Nueva España. Esta obra estuvo perdida por siglos, sin embargo, una parte importante de su contenido fue publicado en diversas obras como la Monarquía Indiana de fray Juan de Torquemada. Tuvieron que pasar casi doscientos años, hasta 1870, con México independiente, para ser publicada tras su descubrimiento en un archivo en Madrid. Su primera edición vio la luz gracias a Joaquín García Icazbalceta.
Jerónimo de Mendieta murió el 9 de mayo de 1604 en ciudad de México.

## Política religiosa en Nueva España
La política religiosa que realizó la Corona castellana en los territorios que se conquistaban a los aztecas y otros pueblos americanos consistía, hasta la fundación del Consejo de Indias, en establecer centros católicos en los núcleos poblacionales que los españoles iban fundando u ocupando.
El Consejo de Indias hace que se depure el modo como iba expandiéndose la evangelización y el servicio a los "cristianos" llegados de Europa. Se establecen diócesis bien dotadas y ricas en los centros de poder con mayor presencia de colonizadores, mientras que en las tierras por evangelizar se crean las llamadas diócesis de misión. El Consejo tiene que recordar, en 1568, que se debe guardar, por parte de los religiosos, el debido orden y pobreza. Esto, junto con la preferencia a favor del clero regular sobre el secular, es materia del relato de Jerónimo de Mendieta en su carta al rey Felipe II, donde plantea los problemas religiosos y políticos que observaba en la Nueva España.

## Su obra

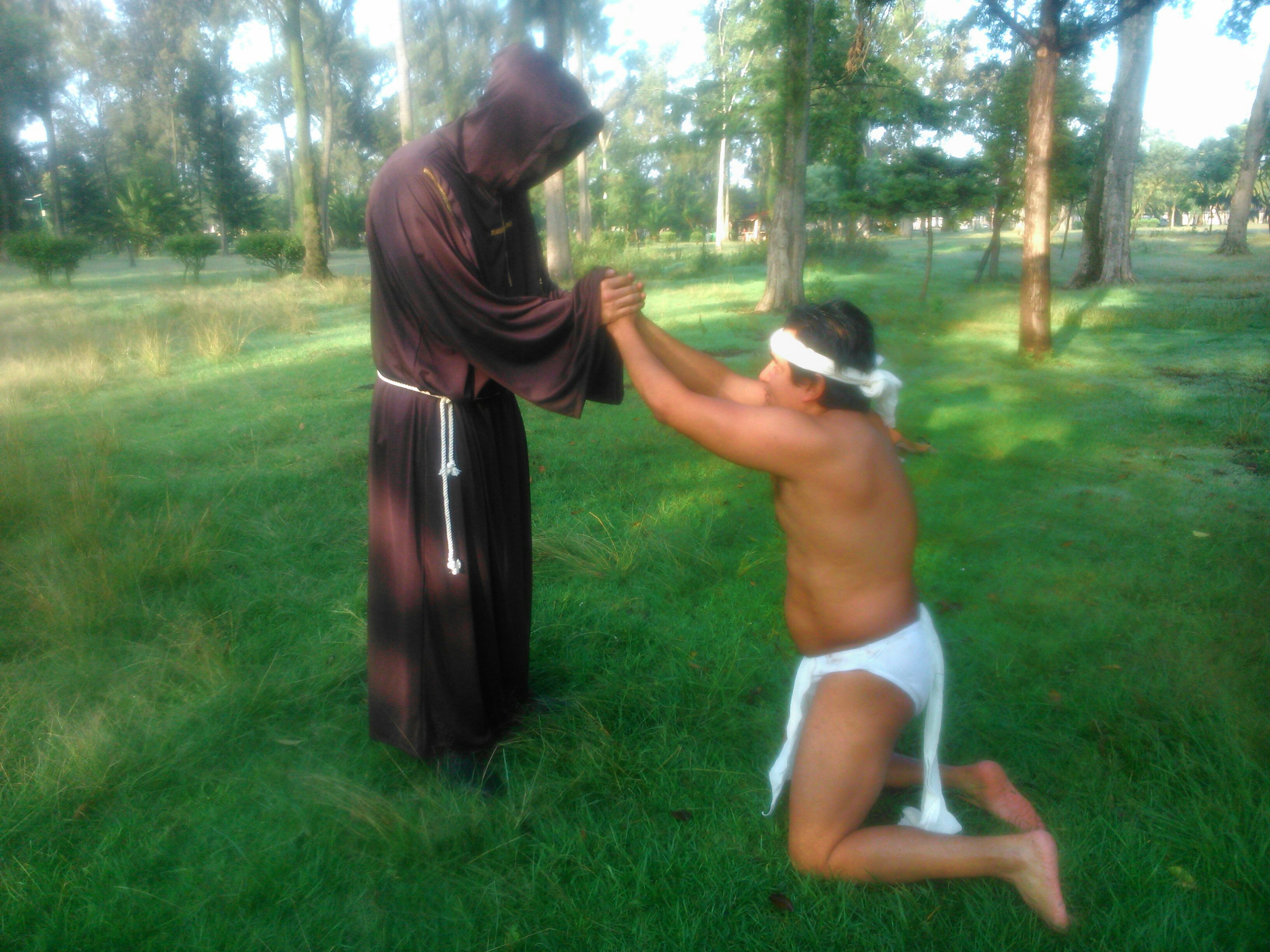
Representación de un franciscano amparando a un indígena.

La Historia eclesiástica indiana narra la llegada de los españoles al Caribe, describe la situación cultural de los pueblos que allí encontraron y ofrece una cronología de la evangelización.
Aunque tardó tres siglos en salir a la luz, su contenido transcendió, ya que Mendieta había confiado el manuscrito a fray Juan de Torquemada, quien hizo una edición parcial bajo el título Monarquía indiana, en la que había suprimido los pasajes conflictivos.
La intención primera de cristianizar que fue uno de los objetivos morales que Mendieta reconocía, y señalaba que para muchos de aquellos primeros conquistadores había sido el más relevante, si bien quedó rápidamente oculto por el afán de amasar riqueza que traían los nuevos colonos que iban llegando de la metrópoli. Mendieta veía en esto una perturbación y un estorbo para lo que él consideraba la labor fundamental, el salvar las almas de los indios que no conocían la luz de Cristo.
Jerónimo de Mendieta describe la evangelización como la entrega de unos hombres empeñados en abrir las puertas del Cielo a las almas de los salvajes. Unos misioneros que recorrían, sin recursos y solitarios, vastos y abstrusos territorios, llenos de peligros desconocidos, siempre en busca de convertir a los indios. Describe así una época dorada donde la fe cristiana se expandía sin la imposición de la espada.
Si bien es cierto que a los evangelizadores no les faltaban valor y arrestos para cruzar selvas y montañas en busca de almas que salvar, convirtiéndolas al cristianismo, sin más recursos que ellos mismos, también es verdad que los apoyaba la estructura política que se había creado en el virreinato. Los beneficios que daba la conversión al catolicismo, y la transculturización religiosa (que perdura en ciertos lugares), con la que se adaptaban las nuevas formas pero se mantenía el antiguo fondo, hacen que la evangelización no sea siempre tan efectiva como la narra fray Jerónimo.
Parece que la pretensión de Mendieta era detener, en la medida de lo posible, el rumbo que estaba adquiriendo la Conquista y el establecimiento del régimen virreinal, donde se pasaba muchas veces de enseñar al indio a explotarlo, y donde las encomiendas se convertían en sistemas de producción basados prácticamente en una forma de esclavitud, y no en focos de educación cristiana; Mendieta añoraba los tiempos en que los religiosos tenían el poder y el peso para defender a los creyentes, los nuevos y débiles creyentes que eran los indios.
Mendieta propone y pide la limitación de las encomiendas, y un mayor poder para los frailes en contra del poder civil que representaban los alcaldes mayores y los funcionarios de la Real Hacienda, a la vez que apostaba por un cambio en el sistema tributario hacia un régimen más austero y difícil de cumplir.
La visión que tiene Jerónimo de Mendieta de los indígenas es totalmente patriarcal. Ve al indio como un ser indefenso, lleno de valores cristianos naturales, que necesita ser protegido. La defensa del indio le trajo a Mendiata muchos problemas y enemigos. Sus cartas al rey y al Consejo de Indias, en que denuncia abusos y atropellos, fueron en parte la base para cambios importantes en la legislación (como las denuncias de Las Casas y otros). 
Mendieta, siguiendo las doctrinas de San Francisco, hace de la pobreza la máxima expresión del cristianismo, y enfrenta esta filosofía a la que, en ese tiempo, imperaba en la iglesia, la de la Contrarreforma, que esgrimía una capacidad material suficiente a favor de la jerarquía eclesiástica para hacer frente y contrarrestar la separación protestante. Pero a la vez, para defender ese objetivo de la defensa del pobre, del humilde, se alinea con la directriz contrarreformista que pide poder político para la Iglesia, una Iglesia que debe controlarlo todo.

### La visión de la cultura indígena
Jerónimo de Mendieta relata en su obra cómo ven el mundo los indígenas, cómo pintan a los hombres y de qué modo influye la cristianización en ellos. Así dice 

Mas los hombres no los pintaban hermosos, sino feos, como a sus propios dioses, que así se lo enseñaban y en tales monstruosas figuras se les aparecían, y permitíalo Dios que la figura de sus cuerpos asemejase a la que tenían sus almas por el pecado en que siempre permanecían. Mas después que fueron cristianos, y vieron nuestras imágenes de Flandes y de Italia, no hay retablo ni imagen, por prima que sea, que no la retraten y contrahagan.

Lo consideraban "El mentiroso" y que no le creeian lo que decía y daba a entender y expresar pero su gente lo envidiaba de sus estudios.
Cuenta cómo recopila los códices indígenas fray Andrés de Olmos, y éste hace un epílogo acerca de los mismos, y lo manda a la península con los estudios de Olmos sobre la cultura autóctona.
Deja clara la visión de indefensión en que creía que se hallaban los indígenas, y llega a decir: 

haciéndonos padres de esta mísera nación, y encomendándonoslos como hijos y niños chiquitos que son o a tales (que lo son), los criemos y adoctrinemos y amparemos y corrijamos, y los conservemos y aprovechemos en la fe y política cristiana.